# Amza Pellea
Amza Pellea est un acteur roumain né le 7 avril 1931 à Băilești et décédé le 12 décembre 1983 à Bucarest.
Il est le père de l'actrice roumaine Oana Pellea.

## Biographie

### Éducation
Amza Pellea est né à Băilești, dans une famille de cinq enfants, et son père s'appelait également Amza Pellea et était directeur de la coopérative "Munca Noastra" à Băilești en 1933. Il est diplômé du Collège National Carol I de Craiova et le technicien en génie électrique de Craiova. Représentant de la Promotion Dorée du théâtre roumain, Amza Pellea s'est produit au Théâtre National de Craiova, au Petit Théâtre, au Théâtre Nottara, au Théâtre de la Comédie et au Théâtre National de Bucarest, où il s'est imposé comme l'un des acteurs les plus doués. sur la scène roumaine. Il était professeur à l'IATC.

## À Craiova
Sur la scène de Craiova, lors de son stage de trois ans (1957-1959), il interprète pas moins de 14 rôles, dont Jack Worthing (Ce que signifie être honnête d'Oscar Wilde), Vedernikov (Années d'errance d'Aleksei Arbuzov), l'évêque Hilarion (Tudor de Vladimiri de Mihnea Gheorghiu), Le Commandeur du vaisseau (La Tragédie optimiste de Vsevolod Visnevski), Bepe (Galcevile de Chioggia de Carlo Goldoni), Horatio (Hamlet de Shakespeare), Colonel Dobre (Ecaterina Teodoroiu de Nicolae Tăutu), Otto Katz (Soldatul Svejk de Jaroslav Hašek), Esteban (Le Puits des troupeaux de Lope de Vega).

## À Bucarest
Sur la scène du Théâtre de la Comédie, il crée d'autres personnages, dont Brettschneider (Svejk in the Second World War de Brecht - 1962), Pietro (L'Ombre d'Evghenii Śvarț - 1963), Manole (L'Aventure endormie de Teodor Mazilu - 1964), le Sous-commissaire (Tête de canards de G. Ciprian - 1966), Platonov (Un Hamlet provincial de Tchekhov - 1967), Voivodul Basarab (Croitorii cei mari din Valahia de Al. T. Popescu - 1969), Noah (Arca bunei sperance de I.D. Sîrbu - 1970), Hrisanide (General Interest de Aurel Baranga- 1972), Hickok (Buffalo Bill and the Indians de A. . Kopit - 1973) et l'ingénieur de Nic Nic de Anca Bursan et Gheorghe Panco. Sur la scène du Théâtre National de Bucarest, il donne vie à Petre Dinoiu (Trésor de la colline de Corneliu Marcu - 1977) et Vlad Țepeș (A treia teăpă de Marin Sorescu - 1979). Le dernier rôle créé au théâtre le ramène sur la scène du Théâtre de la Comédie, interprétant - sous la direction de Gheorghe Harag - le personnage du vieux propriétaire foncier Mouromski dans le Procès Suhovo-Kobilin - 1983.

## Filmographie
- 1955 : Blanca
- 1960 : Darclée
- 1960 : Setea
- 1963 : Tudor
- 1964 : Pisica de mare
- 1965 : Camera alba : Simion
- 1965 : Neamul Soimarestilor : Capitaine Simeon Birnova
- 1966 : Haiducii : Haiducul Sarbu
- 1966 : Les Guerriers de Sergiu Nicolaescu : Décébale
- 1966 : Rascoala : Comandantul trupelor
- 1968 : Columna : Decebal - Dacian King
- 1968 : Sîmbata mortilor
- 1970 : Michel le Brave de Sergiu Nicolaescu : Michel Ier le Brave
- 1970 : Razboiul domnitelor : Stefan
- 1972 : Puterea si adevarul : Petre Petrescu
- 1972 : Then I Sentenced Them All to Death : Ipu
- 1973 : Aventurile lui Babusca : One-eye
- 1973 : Cantemir : sultanul Ahmed
- 1973 : Proprietarii
- 1973 : Sageata capitanului Ion : Ali Beg
- 1973 : Ultimul cartus : fratele lui Semaca
- 1973 : Un august in flacari
- 1974 : Nemuritorii : Dumitru
- 1974 : Portile albastre ale orasului : col. Critescu
- 1974 : Stejar, extrema urgenta : Toma
- 1974 : Tata de Duminica
- 1974 : Ulzana : Général Crook
- 1974 : Un comisar acuzã : Pirvu
- 1975 : Muschetarul român : Sultan Ahmed
- 1976 : Das Licht auf dem Galgen : Debuisson
- 1976 : Doctor fara voie
- 1976 : Osânda : Peasant Manolache Preda
- 1976 : Trei zile si trei nopti
- 1977 : Accident : Colonel de Militie
- 1977 : Impuscaturi sub clar de luna : Badea Aron
- 1977 : Pentru patrie : Général Alexandru Cernat
- 1977 : Razboiul independentei
- 1977 : Rien de rien
- 1978 : Ecaterina Teodoroiu : Gen. Dragalina
- 1978 : Eu, tu si Ovidiu
- 1978 : L'Or des Incas
- 1978 : Melodii, melodii... : Nea Marin
- 1978 : Revansa
- 1979 : Bratele Afroditei : Marin
- 1979 : Das Ding im Schloß : Wenzel
- 1979 : Mihail, cîine de circ
- 1979 : Nea Mărin miliardar de Sergiu Nicolaescu : Oncle Marin Juvete / Mr. Marlon Juvett
- 1980 : Casa dintre cîmpuri : Vasile Axente
- 1980 : Duios Anastasia trecea : Costaiche
- 1981 : Ana si hotul : Crijan
- 1981 : Capcana mercenarilor : Frank
- 1981 : Detasamentul 'Concordia' : Gral. Matei
- 1981 : Iata femeia pe care o iubesc
- 1981 : Santaj : Militia Colonel
- 1982 : Guillaume le conquérant
- 1982 : Raman cu tine : Nea Alecu
- 1982 : Sfîntul Mitica Blajinu
- 1984 : Impossible Love : Dan
- 1984 : Un petic de cer

## Théatrographie

### Pièces de théâtre
- L'Ombre - (1963)
- Chef du Secteur Soul - (1963)
- La pièce de cinq marks - (1963)
- Aventure endormie - (1964)
- La tête de canard - (1966)
- Grotte de l'ours - (1966)
- La flèche noire - (1966)
- Un hameau provincial - (1967)
- Et si c'est un mensonge - (1967)
- Pique-nique - (1968)
- Escu - (1968)
- Dossier de la chronique de 1848 - (1968)
- Les grands tailleurs de Valachie - (1969)
- Arche de Bonne-Espérance - (1970)
- Un cas de disparition - (1970)
- L'intérêt général - (1971)
- Roméo et Juliette ne meurent jamais - (1971)
- Le témoin solitaire - (1972)
- Buffalo Bill et les Indiens - (1972)
- Balcescu - (1973)
- À la découverte de la famille - (1973)
- Trésor de la colline - (1975)
- Les morts-vivants - (1975)
- Vlaicu Vodă - (1975)
- Docteur sans testament - (1975)
- 12 hommes en colère - (1977)
- Le procès Horia - (1977)
- Feuilles brûlantes - (1977)
- Examens - (1978)
- Le troisième pitch - (1979)
- En attendant Lefty - (1979)
- La porte de la salle de bain - (1980)
- Le mythique Saint Blajinul - (1981)
- Voici la femme que j'aime - (1981)
- Entre les étages - (1982)
- Mon cher anonyme - (1982)
- Flocon de neige - (1982)
- Opération Gambit - (1982)
- Le procès - (1983)
- Samedi des Morts - (1968)
- Le mystérieux méchant - (1977)